# Джапараули
Джапараули (груз. ჯაფარაული) — село в Грузии, на территории Харагаульского муниципалитета края (мхаре) Имеретия.

## География
Село находится в западной части Грузии, на правом берегу реки Чхеримелы, на расстоянии 3 километров к востоку от посёлка городского типа Харагаули, административного центра муниципалитета. Абсолютная высота — 335 метров над уровнем моря.

## Население
По результатам официальной переписи населения 2014 года, в Джапараули проживало 183 человека (94 мужчины и 89 женщин). В национальной структуре населения грузины составляли 100 %.
| Год  | Население, человек |
| ---- | ------------------ |
| 2002 | 229                |
| 2014 | ↘ 183              |